# Charlotte Bonnet
Charlotte Bonnet (Enghien-les-Bains, 14 febbraio 1995) è una nuotatrice francese.

## Carriera
Specializzata nello stile libero, ha vinto la medaglia di bronzo nella staffetta 4x200 m sl a Londra 2012, assieme alle compagne Camille Muffat, Ophélie-Cyrielle Étienne e Coralie Balmy. Nel 2018 vince la finale dei 200 stile libero ai campionati europei di Glasgow. Viene schierata nel 2019 nella squadra degli Energy Standard per la prima stagione dell'International Swimming League.

## Vita privata
Dal 2015 intrattiene una relazione sentimentale con lo svizzero Jérémy Desplanches.

## Palmarès
- Giochi olimpici

Londra 2012: bronzo nella 4x200m sl
- Mondiali

Barcellona 2013: bronzo nella 4x200m sl.
Gwangju 2019: bronzo nella 4x100m sl mista.
- Mondiali in vasca corta

Doha 2014: bronzo nella 4x50m misti.
- Europei

Londra 2016: bronzo nei 200m sl e nella 4x100m sl mista.
Glasgow 2018: oro nei 200m sl, nella 4x100m sl e nella 4x100m sl mista e bronzo nei 100m sl.
Budapest 2020: bronzo nella 4x100m sl.
Roma 2022: oro nella 4x100m sl mista, argento nei 100m sl, nella 4x100m misti e nella 4x200m sl mista.
- Europei in vasca corta:

Chartres 2012: oro nella 4x50m sl mista, argento nei 200m sl e bronzo nei 100m sl.
Herning 2013: argento nei 200m sl.
Copenaghen 2017: oro nei 200m sl, bronzo nella 4x50m misti e nella 4x50m misti mista.
Otopeni 2023: oro nei 100m misti, argento nei 200m misti e nella 4x50m misti mista, bronzo nella 4x50m sl mista.
- Europei giovanili

Helsinki 2010: bronzo nella 4x100m sl.
Belgrado 2011: oro nei 100m sl, nella 4x100m sl e nella 4x200m sl.
- Gymnasiadi

Doha 2009: oro nella 4x100m sl.

## Primati personali
I suoi primati personali in vasca da 50 metri sono:
- 50 m stile libero: 24"66 (2018)
- 100 m stile libero: 52"74 (2018)
- 200 m stile libero: 1'54"95 (2018)
- 200 m misti: 2'12"14 (2015)

I suoi primati personali in vasca da 25 metri sono:
- 50 m stile libero: 23"82 (2017)
- 100 m stile libero: 51"65 (2017)
- 200 m stile libero: 1'52"19 (2017)
- 400 m stile libero: 3'59"64 (2019)
- 50 m rana: 29"98 (2018)
- 100 m misti: 58"67 (2018)